# مراد هاشم‌زهی
مراد هاشم‌زهی نمایندهٔ دورهٔ نهم مجلس شورای اسلامی و عضو کمیسیون بهداشت و درمان مجلس شورای اسلامی از حوزهٔ انتخابیهٔ نهبندان و سربیشه در استان خراسان جنوبی است.